# Skuseomyia eximia
Skuseomyia eximia är en tvåvingeart som beskrevs av Alexander 1924. Skuseomyia eximia ingår i släktet Skuseomyia och familjen småharkrankar. Inga underarter finns listade i Catalogue of Life.